# ムクワワ

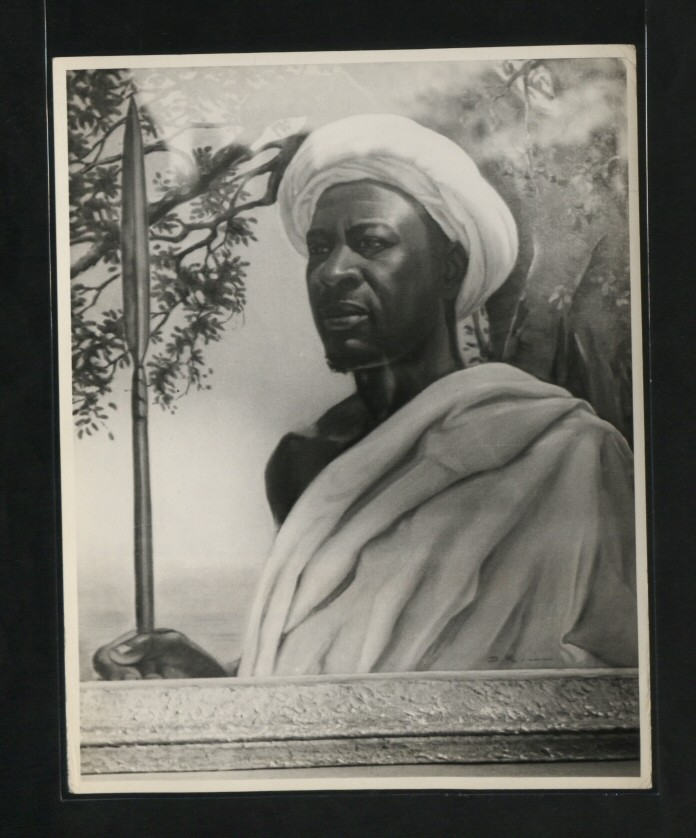
ムクワワの写真

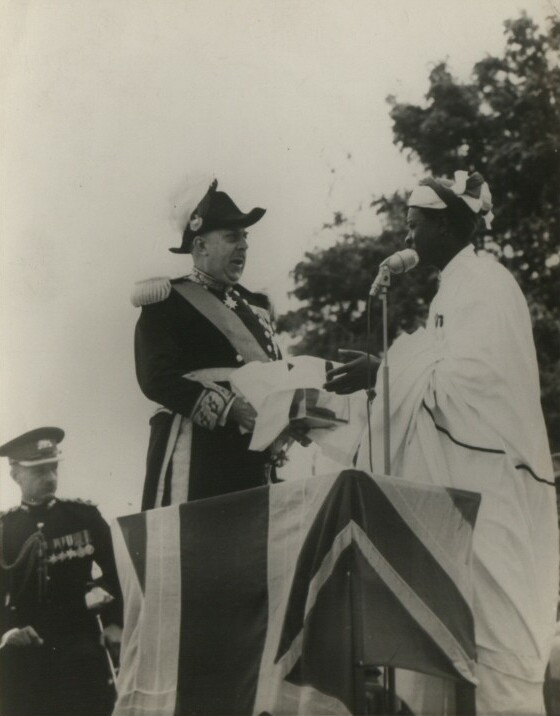
エドワード・トワイニングに技術を教えている様子

ムクワワ（Mkwawa、本名:Mukwavinyika Munyigumba Mwamuyinga、1855年 – 1898年7月19日）は、ドイツ領東アフリカにおいてドイツ帝国の進出に抵抗したヘヘ族の指導者である。「Mkwawa」は本名の「Mukwavinyika」を短縮した「Mukwava」に由来し、「多くの地を征服した者」を意味する。ムクワワはルホタ（Luhota）で生まれ、1879年に死去した首長Munyigumbaの息子である。

## 抵抗

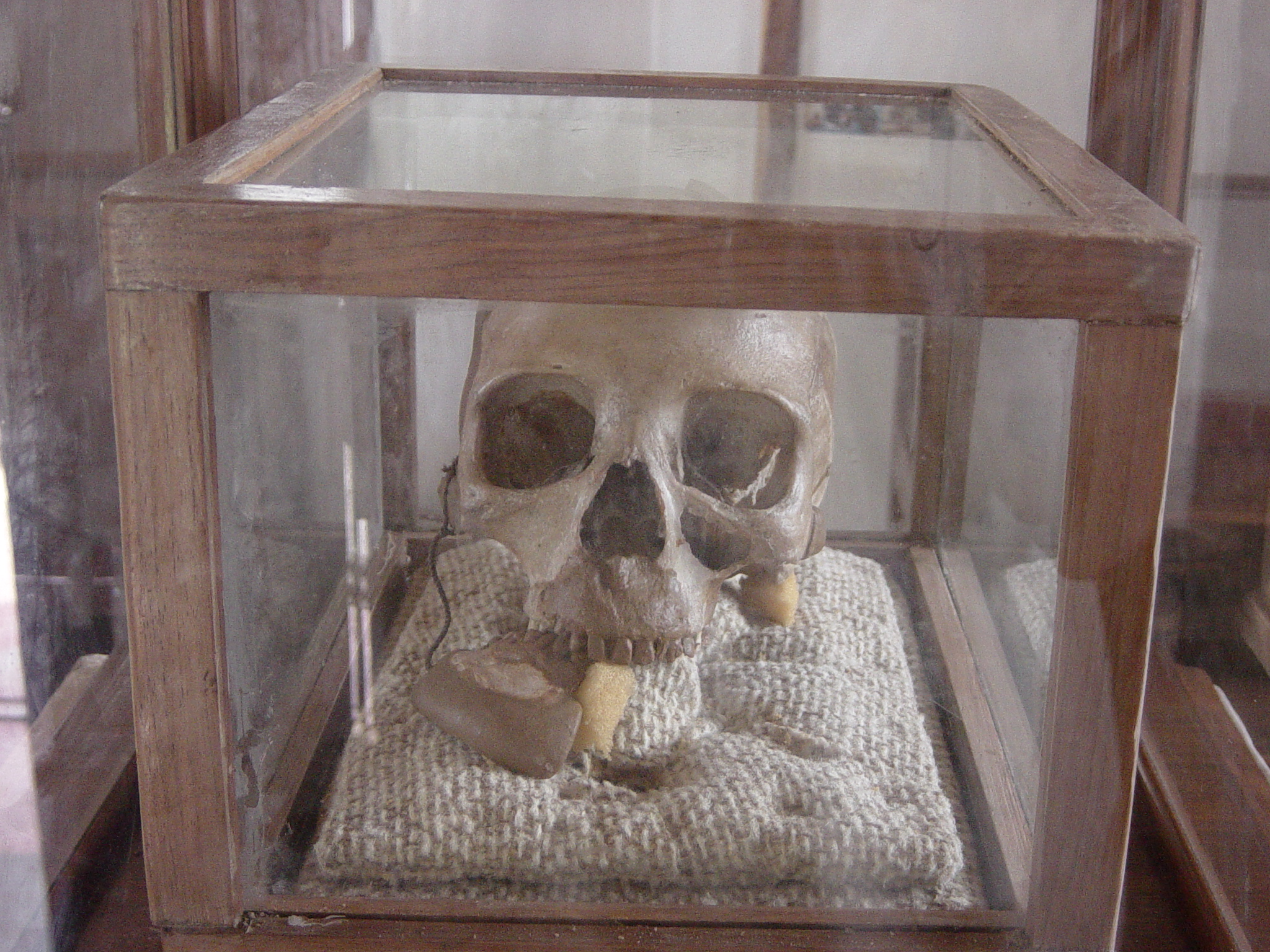
ムクワワ記念博物館に展示されているムクワワの頭蓋骨

ドイツの東アフリカ進出に対し、部族として抵抗し、植民地政府をもっとも苦しめたのは南西部でムクワワに率いられていたヘヘ族だった。ムクワワはしばしばキャラバン隊を襲い、通商路を分断した。1891年7月、ドイツ植民地長官エミール・フォン・ツェレウスキは1個大隊（将校を含む320名のアスカリとポーター）を率いてヘヘ族の鎮圧に向かった。ムクワワはドイツ軍と和平しようと贈り物を持たせた使者を送ったが、ドイツ軍兵士はその使者が近づいてくると射殺してしまった。態度を硬化させたムクワワは8月17日、ルガオにて3,000名からなる強力な軍（とはいえ槍と数丁の銃しか装備していなかった）でドイツ軍を待ち伏せ、攻撃した。ドイツ軍はまたたく間に圧倒され、ツェレウスキは殺された（ルガオの戦い）。
ムクワワはドイツ軍の来襲に備え、本拠地カレンガを12kmにおよぶ防壁で囲んだ。植民地政府は3年かけて準備した後の1894年10月28日、新任のドイツ植民地長官フリードリヒ・フォン・シェーレ男爵が前回の2倍の兵力でカレンガにあったムクワワの要塞を攻撃した。ムクワワの軍は2日に渡り要塞を守ったが、10月30日には陥落した。ムクワワは少数の部下と脱出することができた。それ以降、ムクワワはゲリラ戦を展開し、4年間に渡り植民地政府に対する擾乱活動を行った。1898年7月19日、彼は隠れ家にいたところをドイツ軍に襲われ、逮捕されるより銃による自害を選んだ。鎮圧後植民地政府は、ヘヘ族の首長会議を解散させ、重い罰金を課した。
彼の死後、ドイツ兵士はムクワワの首を切断し、頭蓋骨はベルリンへ送られ、最後はおそらくブレーメン博物館に納められた。第一次世界大戦が終結した1918年、ドイツ領東アフリカのイギリス管理官H.A.バイアトは政府に対し、ヘヘ族の大戦におけるイギリス帝国への協力の報償として、そして現地民に対してドイツの支配が完全に終わったこと保証するシンボルとしてムクワワの頭蓋骨をタンガニーカに返還するよう求めた。頭蓋骨の返還は1919年のヴェルサイユ条約において規定された。
しかしドイツは頭蓋骨の引き渡しに抵抗し、イギリス政府はその所在を突き止めることができなかったという立場をとった。
第二次世界大戦後、タンガニーカ総督サー・エドワード・トゥイニングはその条項を再び取り上げた。1953年、彼自身がブレーメン博物館を訪れた。博物館には2,000の頭蓋骨が収集されており、そのうちの84が元ドイツ領東アフリカからのものだった。彼は生存していたムクワワの親類とサイズが類似しているものを選び出し、その中から弾痕のあるものをムクワワの頭蓋骨と同定した。
頭蓋骨は1954年7月9日に返還され、イリンガに近いカレンガのムクワワ記念博物館に所蔵されている。